# Oke
Javier  Simon, conocido como Oke, es un cantante y compositor español de r&b y pop nacido en Almería, España. Sus comienzos musicales fueron en la banda de R&B 360grados, que tras tres años probando suerte en la industria, firman un contrato con Warner Music Spain pero su debut discográfico nunca llega a ver la luz, disolviéndose la banda y probando suerte por separado. Fue el  primer artista español en emitir vía streaming el proceso de creación y grabación de su disco debut Retrodisea que fue lanzado en formato digital el 9 de enero de 2009, alcanzando en su primera semana el sexto puesto en el top100 álbumes más vendidos de Itunes España.

## Biografía
Javier Orihuela nació en Almería el 20 de julio de 1981, aunque el artista asegura sentirse malagueño, y así lo afirma en entrevistas dado que lleva afincado en Málaga desde los cinco años. De niño muestra interés por la música y crece escuchando a artistas como Bob Marley, Aretha Franklin, Stevie Wonder, Whitney Houston o Mariah Carey. A los 11 años empieza a componer algunas canciones y cada vez tiene más claro que su interés por la música es absolutamente vocacional. Tras ganar varios premios en concursos locales en su adolescencia, surge la idea de formar una banda con 2 amigos, de donde nacerá el trío 360grados.

## Carrera artística

### Etapa 360
360grados es una banda de R&B y Pop ya disuelta, formada por Oke, por entonces conocido como Javier Orihuela , que junto con Manuel Navas y Salvador Jiménez , logra cierta repercusión a nivel regional y tras ganar un concurso de nuevos talentos logra firmar un contrato discográfico con la multinacional Warner Music sin llegar a publicar disco alguno. La banda acaba separándose en 2006.

### Etapa Crooner
Tras la disolución de 360grados, Oke se dedica a su faceta de crooner, versionando grandes éxitos de figuras como Frank Sinatra, Michael Bublé, The Police, Phil Collins o Stevie Wonder en el Casino de Torrequebrada, Benalmádena, Málaga.

### Debut Discográfico
Después de un tiempo retirado de escenarios y trabajando en un repertorio propio como compositor, le presenta una demo al productor sueco Erik Nilsson ganador de un Premio de la Música y se establece un primer contacto. A los tres días el productor llama interesado a Oke para que sea el primer artista del sello independiente MMS, convirtiéndose así en el primer artista a nivel mundial en ofrecer la creación y grabación de su disco vía streaming , teniendo repercusión en 52 países e interactuando con los internautas hasta ver finalizado y materializado su álbum debut Retrodisea.

### Etapa Introspectiva y Composición (2010-2014)
Javier decide tomarse un tiempo entre su primer y segundo trabajo discográfico, componiendo para otros artistas y viajando. Destacan composiciones en España para Edurne y Marta Sánchez y música para publicidad en Estados Unidos para la marca de ropa interior Andrew Christian "Groove Into The Dancefloor" (Xmas Campaign).

### Etapa de Colaboraciones (2015)
Junto al compositor Quiroga, forman un tándem de composición muy prolífico de donde surgen colaboraciones con Frank T, Juan Solo y Rels B.
Con este último, el tema "Baila Más" logra más de 30 millones de reproducciones en Youtube.
Junto a Fast Boo, co-compone e interpreta 3 temas incluidos en su álbum Supersoft. 

### Night Shift (2016)
Aclamado por la escena del R&B española y nombrado por MTV y Shangay como la "Sensación del R&B Española", Javier presenta un álbum coproducido y co-compuesto con Quiroga, grabado en Londres y Barcelona y que el propio Javier considera su "opus magnum" a día de hoy. Un álbum completamente en inglés, eminentemente R&B y pensado como un viaje sonoro que empieza con canciones uptempo y termina con slow jams. Night Shift destaca por los directos en salas de Madrid y Barcelona junto a Big Menu y Fast Boo.

### Likes (2019)
Es el primer EP en español de Javier, y consigue situarse en el sexto puesto de álbumes más vendidos en iTunes España, cuyo sencillo "Robarte un Beso" consigue la primera inclusión en playlists generalistas de Apple Music. El video para el sencillo "Go Tropical" se grabó en Maldivas. 
Es el primer trabajo de Javier que incluye colaboraciones. Miss Aránzazu (voz) y Enric Peinado (guitarra).

### Pandemia (2020-2021)
Destaca el sencillo Neo-Soul en inglés, producido por Cheap Limousine "Limbo", el sencillo dual (español e inglés) "Pandemia".
En 2020, Javier graba voces y participa en el video acústico del sencillo "Si Hubieras Querido " de Pablo Alborán.

### Big in Japan (2021-2022)
A finales de 2021,Javier y el productor sueco Erik Nilsson logran que el grupo de J pop Kanjani8 incluya un tema original de ellos en su álbum 8Beat.
A principios de 2022 es certificado disco de oro con más de 150 mil copias vendidas y se sitúa como el quinto álbum más vendido en Japón en 2021.

## Discografía
- Retrodisea  - Oke (2009)
- Retrodisea Remixes - Oke (2010)
- #TheFever (Single) - Oke (2011)
- Night Shift - Javier Simón (2016)
- LIKES (EP) - Javier Simón (2019)
- Pandemic / Pandemia (Single) - Javier Simón (2020)
- Limbo (Single) - Javier Simón (2021)